# امیلی بیبر

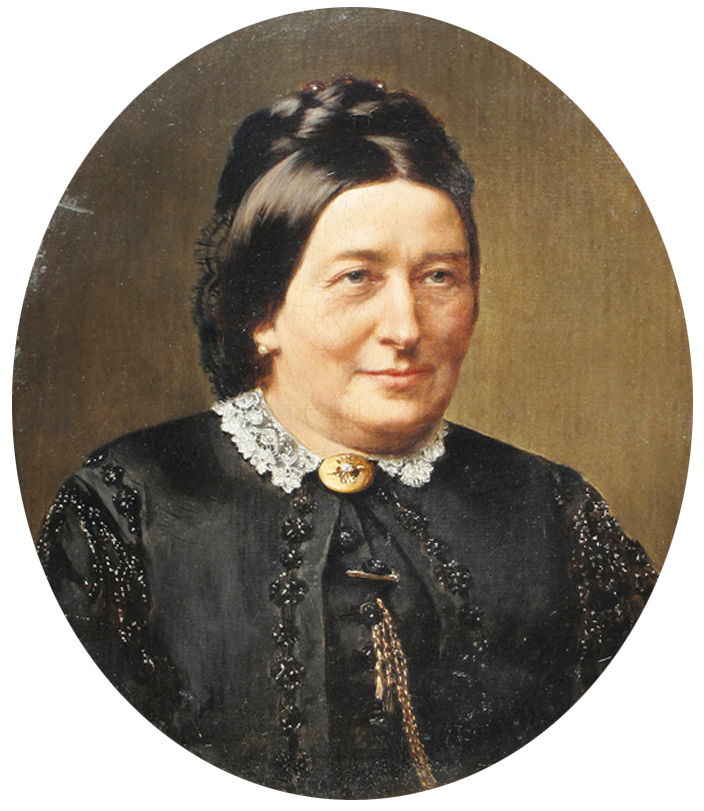

امیلی بیبر (۱۸۱۰–۱۸۸۴) یک عکاس آلمانی پیشگام بود که از اوایل سال ۱۸۵۲ استودیویی را در هامبورگ افتتاح کرد.

## زندگی‌نامه
در ۱۶ سپتامبر ۱۸۵۲، بیبر یک استودیوی داگرئوتایپ را در شماره ۲۶ خیابان گروس باکرستراس در هامبورگ افتتاح کرد. در زمانی که عکاسی تقریباً تماماً توسط مردان انجام می‌شد، او یکی از اولین زنانی بود که به یک عکاس حرفه‌ای در آلمان تبدیل شد. در ابتدا کسب و کار او خوب پیش نرفت، اما درست همان زمان که او قصد فروش استودیو را داشت، یک فال‌بین به او گفت که می‌بیند «بسیاری از کالسکه‌ها در خارج از استودیوی او منتظرند».
با استقبال از چنین تشویقی او به کارش ادامه داد و پس از مدتی به یک عکاس پرتره موفق و متخصص در پرتره‌های رنگی دستی تبدیل شد. در سال ۱۸۷۲، شاهزاده فریدریش کارل پروس او را به عنوان عکاس دربار خود منصوب کرد.
پس از مدتی استودیوی خود را به شماره ۲۰ خیابان یونگفرنستیگ جدید منتقل کرد و بعد از مدتی کوتاه کسب و کار خود را به برادرزاده خود لئونارد بیبر (۱۸۴۱–۱۹۳۱) تحویل داد که او نیز با موفقیت این تجارت را از سال ۱۸۸۵ مدیریت کرد، در سال ۱۸۹۲ نیز شعبه‌ای در برلین افتتاح کرد.

## نگارخانه

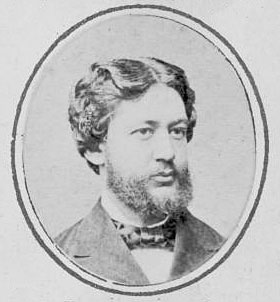
نوازنده ویولن سل اتریشی «لوئی هگیزی»
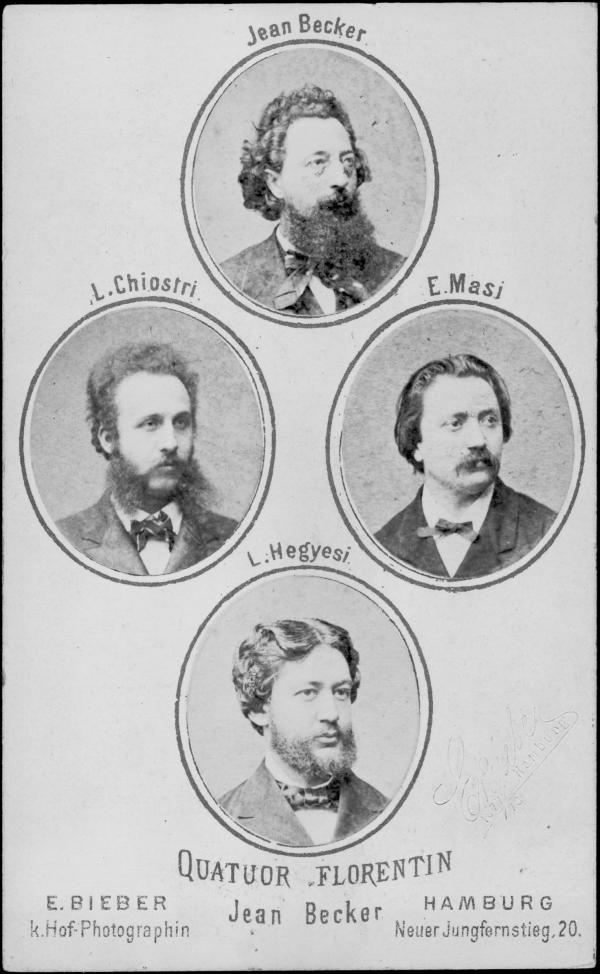
چهار فلورنتین